# Eria eurostachys
Eria eurostachys är en orkidéart som beskrevs av Henry Nicholas Ridley. Eria eurostachys ingår i släktet Eria och familjen orkidéer. Inga underarter finns listade i Catalogue of Life.